# Delias luctuosa
Delias luctuosa is een vlindersoort uit de familie van de Pieridae (witjes), onderfamilie Pierinae.
Delias luctuosa werd in 1912 beschreven door Jordan.